# Asperula cynanchica
Asperula cynanchica és una espècie de planta dins la família rubiàcia. És una planta medicinal utilitzada tradicionalment per a guarir l'abcés peritonsilar. És una planta nadiua de la major part d'Europa, incloent-hi els Països Catalans.
És una planta perenne que creix en praderies d'herba curta o dunes de sorra en sòls calcaris. Les seves flors poden ser rosades o blanques.